# Diplectrona kallirrhoe
Diplectrona kallirrhoe is een schietmot uit de familie Hydropsychidae. De soort komt voor in het Oriëntaals gebied.